# Ludovic Germanul

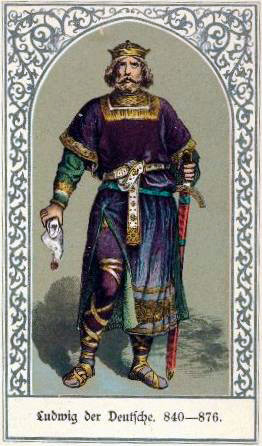
Reprezentare imaginară a împăratului Ludovic cel German (Kaiser Ludwig der Deutsche)

Ludovic Germanicul / Ludovic Germanul, cunoscut și ca Ludovic Bavarezul, (n. 806 d.Hr. – d. 28 august 876 d.Hr., Frankfurt am Main, Sfântul Imperiu Roman) a fost fiul lui Ludovic cel Pios și rege al Bavariei din 817 și după Tratatul de la Verdun (843) rege al Franciei Răsăritene.